# Kurt Ehrenberger
Kurt Ehrenberger (* 20. Oktober 1933 in Wien; † 16. Mai 2022 ebenda) war ein österreichischer Unternehmer und Sportfunktionär. Vom 8. November 2008 bis 28. Februar 2009 war der damals 75-Jährige interimistischer Präsident des Österreichischen Fußball-Bundes (ÖFB).

## Leben und Karriere
Kurt Ehrenberger wurde am 20. Oktober 1933 in der österreichischen Bundeshauptstadt Wien geboren. Nach einer Lehre als Großhandelskaufmann war er in der nachfolgenden Zeit in diversen Unternehmen tätig und leitete in späteren Jahren von 1972 bis 1995 als selbständiger Großhandelskaufmann einen Eisenwarengroßhandel. In den Jahren 1975 bis 2004 war er im Rahmen der gewerblichen Interessenvertretung aktiv und fungierte unter anderem als Bundesgremialvorsteher für den Eisenwarenhandel bzw. Bundesobmann des Eisen- und Hartwarenhandels und als Präsident des Fonds der Wiener Kaufmannschaft. Weiters war Ehrenberger, ein Mitglied der Wirtschaftskammer Österreich, bereits in seiner Jugend als Amateurfußballspieler aktiv, ehe er später auch als Sportfunktionär in Erscheinung trat. Nachdem er bereits ab 1972 als Vorstandsmitglied des Österreichischen Fußball-Bundes (ÖFB) fungierte, wurde er im Jahre 1990 zum Präsidenten des Wiener Fußball-Verbands (WFV) gewählt und bekleidete dieses Amt über einen Zeitraum von 20 Jahren bis ins Jahr 2010. Beim WFV begann er bereits 1964 als Schriftführer und stieg über den Klassenobmann und den Vizepräsidenten bis zur höchstmöglichen Position im Verband auf.
Beim ÖFB wirkte er parallel dazu ab 1999 als Vizepräsident hinter dem langjährigen Präsidenten Beppo Mauhart und dessen Nachfolger Friedrich Stickler. Zu seinen wesentlichen Tätigkeiten in dieser Zeit zählt vor allem die Ausrichtung der Fußball-Europameisterschaft 2008 in der Schweiz und Österreich, wobei Ehrenberger als Präsident des Organisationskomitees der Stadt Wien einen wesentlichen Beitrag zur Veranstaltung des Turniers leiste. Nach dem überraschenden Rücktritt von Stickler am 7. November 2008 übernahm der bisherige Vizepräsident Ehrenberger das vakant gewordene Präsidentenamt auf interimistischer Basis. In seinem Amt als ÖFB-Präsident war der damals 75-jährige Wiener daraufhin bis zur außerordentlichen ÖFB-Hauptversammlung am 28. Februar 2009 aktiv, ehe er offiziell durch den Oberösterreicher Leo Windtner ersetzt wurde, der bereits rund einen Monat zuvor zu Ehrenbergers Nachfolger gewählt wurde. Nachdem er bereits in den vorangegangenen Wochen den WFV geleitet hatte, wurde der ehemalige Schiedsrichter Robert Sedlacek am 20. Februar 2010 offiziell zum WFV-Präsidenten und somit zum Nachfolger Kurt Eherenbergers in diesem Amt gewählt. Im Wiener Fußball-Verband zeigte sich Ehrenberger vor allem für die Förderung des Frauen- und Mädchen-Fußballs verantwortlich, wobei unter seiner Führung eine eigene Wiener Frauen-Landesliga installiert und der Nachwuchs vielfach gefördert wurde.
Für sein Engagement wurde ihm am 27. April 1993 das Silberne Verdienstzeichen des Landes Wien verliehen und am 24. August 1993 offiziell übergeben. Nachdem ihm am 11. September 2007 auch noch das Goldene Verdienstzeichen des Landes Wien verliehen wurde und er dieses am 18. Februar 2008 offiziell übernahm, erhielt der Kommerzialrat darüber hinaus im Jahre 2000 als damaliger Obmann-Stellvertreter der Bundessektion Handel der Wirtschaftskammer Österreich auch noch das Große Ehrenzeichen für Verdienste um die Republik Österreich, das vom Bundesministerium für Wirtschaft und Arbeit eingebracht wurde.

## Auszeichnungen (Auszug)
- 1993: Silbernes Verdienstzeichen des Landes Wien
- 2000: Großes Ehrenzeichen für Verdienste um die Republik Österreich
- 2007: Goldenes Verdienstzeichen des Landes Wien
- Ernennung zum Kommerzialrat